# Ota császárné
Ota (más néven Oda vagy Uta) (kb. 874-899/903) Karintiai Arnulf felesége és császárné volt. A Conradine dinasztia tagjaként született, mint I. Berengár neustriai gróf lánya.
Nagyon keveset tudunk Otáról. Neve feltűnik férje dokumentumaiban, a kezdetektől uralkodása végéig, amikor közben járt a Kremsmünster Apátság, az altöttingi monostor, a wormsi és a freisingi püspök privilégiumaiért. Valószínűleg kevéssel 888 előtt ment hozzá Arnulfhoz. A császár a Conradine család megnyerése érdekében vette el őt, akik Bajorországban és Lotharingiában uralkodtak. Nem koronázták császárnévá. Valószínűleg nagyban támogatta férjét, annak uralkodása alatt.